# Hertenrits (plant)
De hertenrits (Citharexylum spinosum) is een sierlijke heester of kleine boom met geurige bloesem. De boom kan altijdgroen of bladverliezend zijn, afhankelijk van het plaatselijk klimaat. De stam kan 30 cm in doorsnee worden en tot 18 meter hoog, hoewel de boom op vele plaatsen kleiner blijft.
Het verspreidingsgebied ligt in tropisch en subtropisch Amerika: de Guyana's, Venezuela, Panama, de Caribische eilanden, Trinidad, Cuba, de Bahama's en Zuid-Florida.
In Suriname is de boom vooral bekend van de ritsen van het kustgebied. Vandaar dat hij naar de Hertenrits vernoemd is. De boom wordt in het wild gekapt voor zijn hout. Hij krijgt prachtige trossen met witte bloemen die bij de bijen in trek zijn vanwege hun nectar. De vrucht is eetbaar en zoetig maar wordt door mensen niet veel gegeten.

## Het hout
Het hout is van hoge kwaliteit. In het Engels heet de boom fiddle wood en in het Duits Geigenholz, omdat het hout gewild is voor de vervaardiging van viool of gitaar. Het is lichtbruin tot rood van kleur en de overgang naar het spinthout is niet erg scherp begrensd. Het wordt onder andere voor meubels, sponningen en deuren gebruikt. Het is goed bestand tegen rot en termieten.

## Beeldgalerij

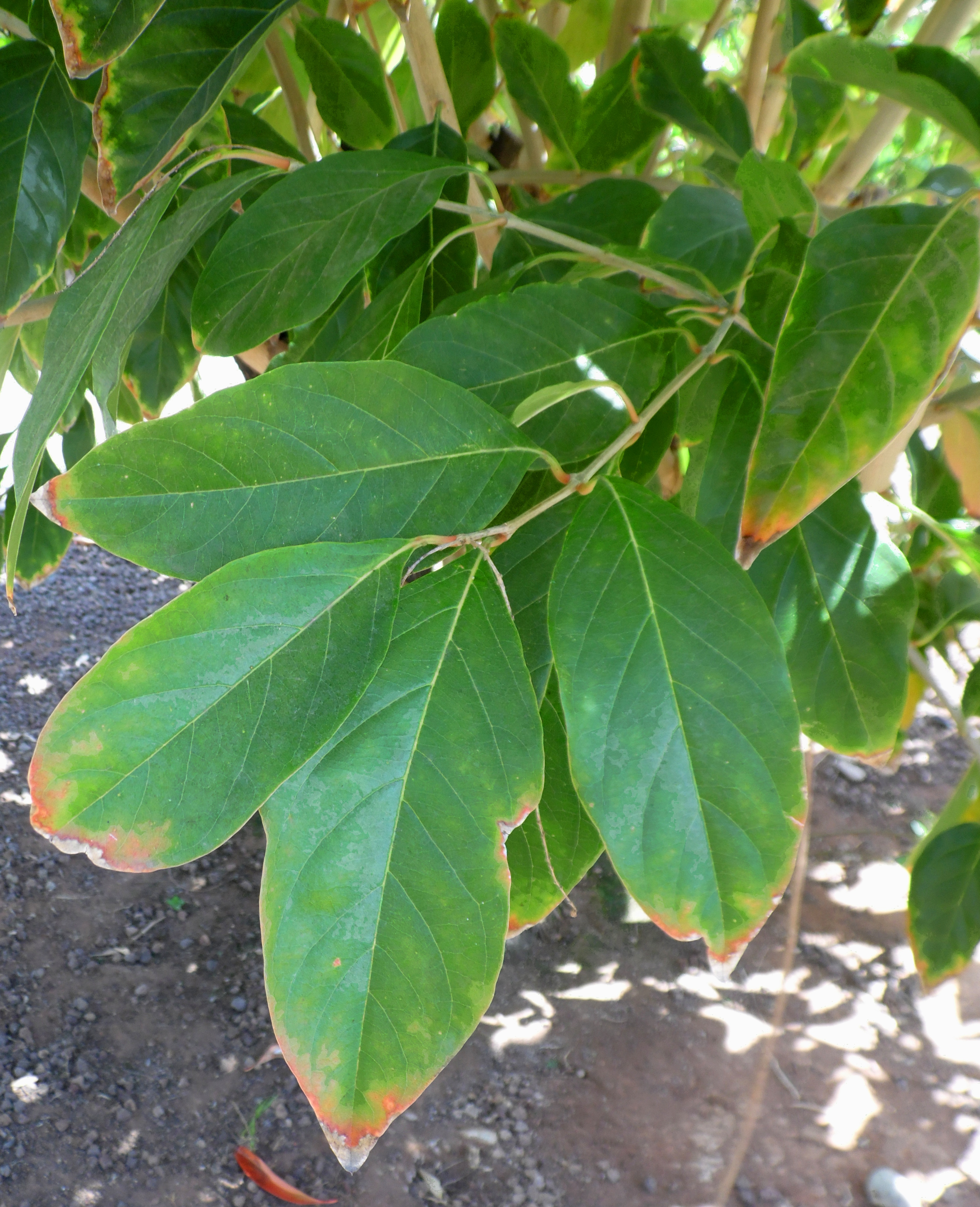
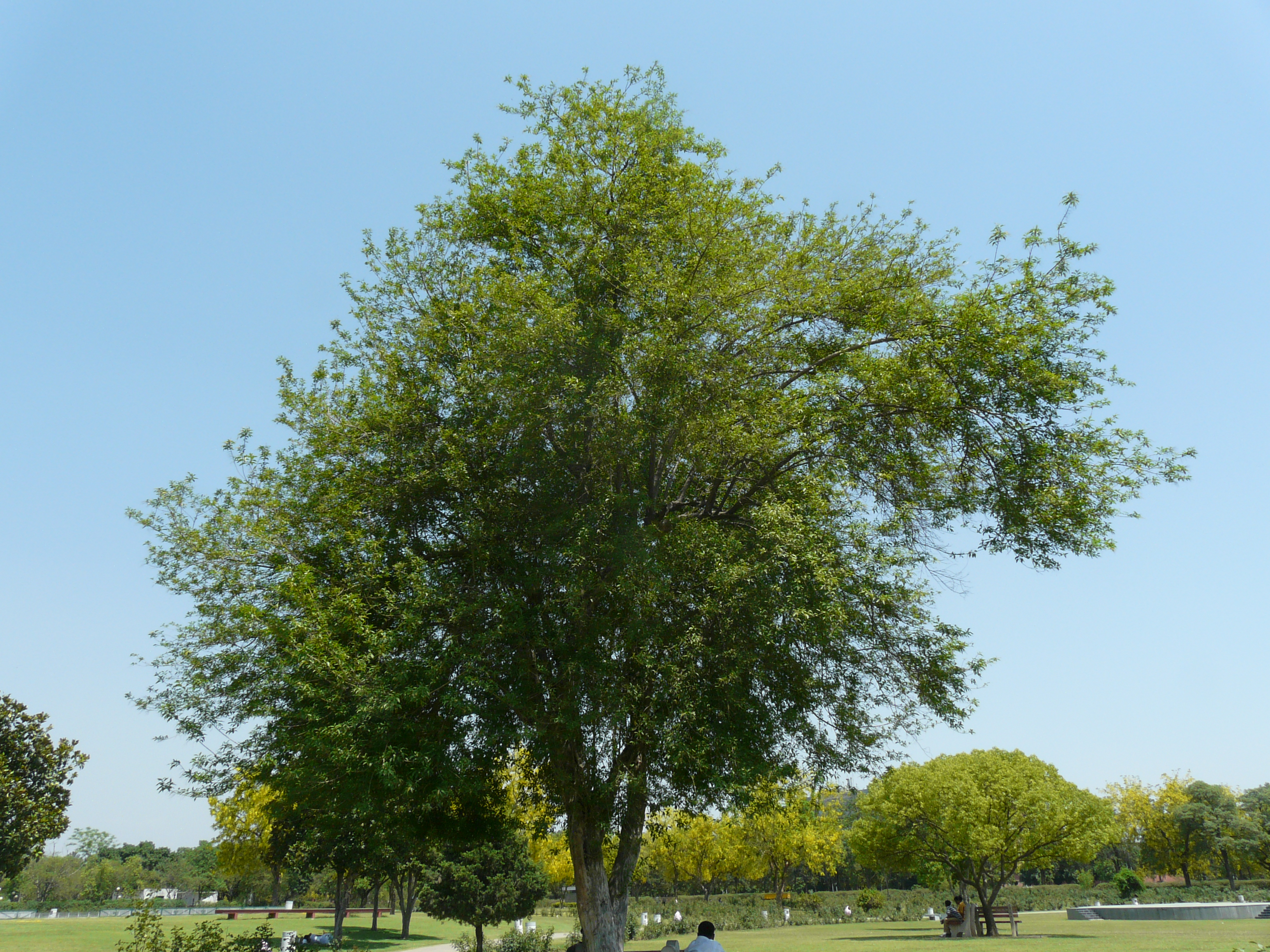
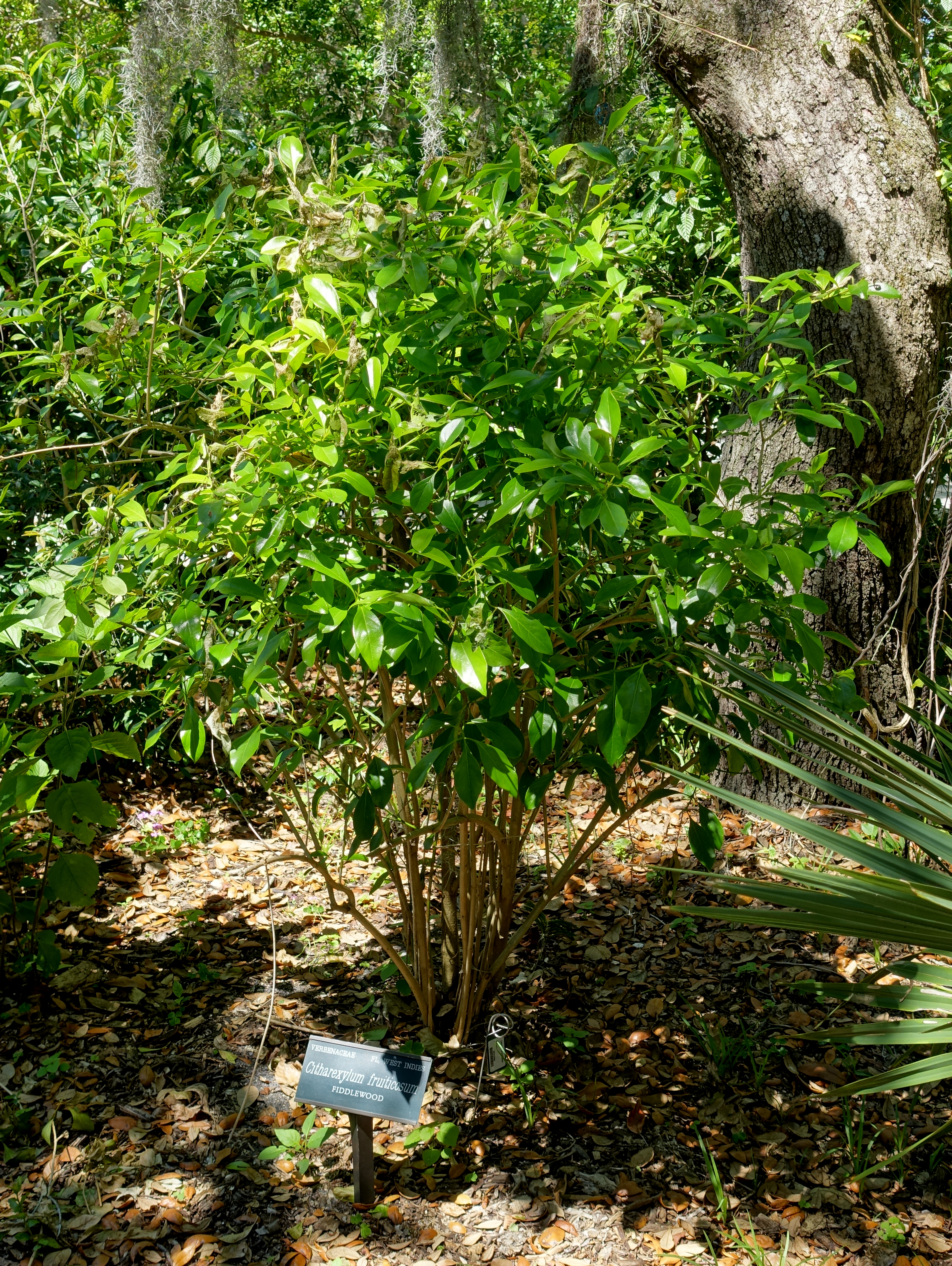
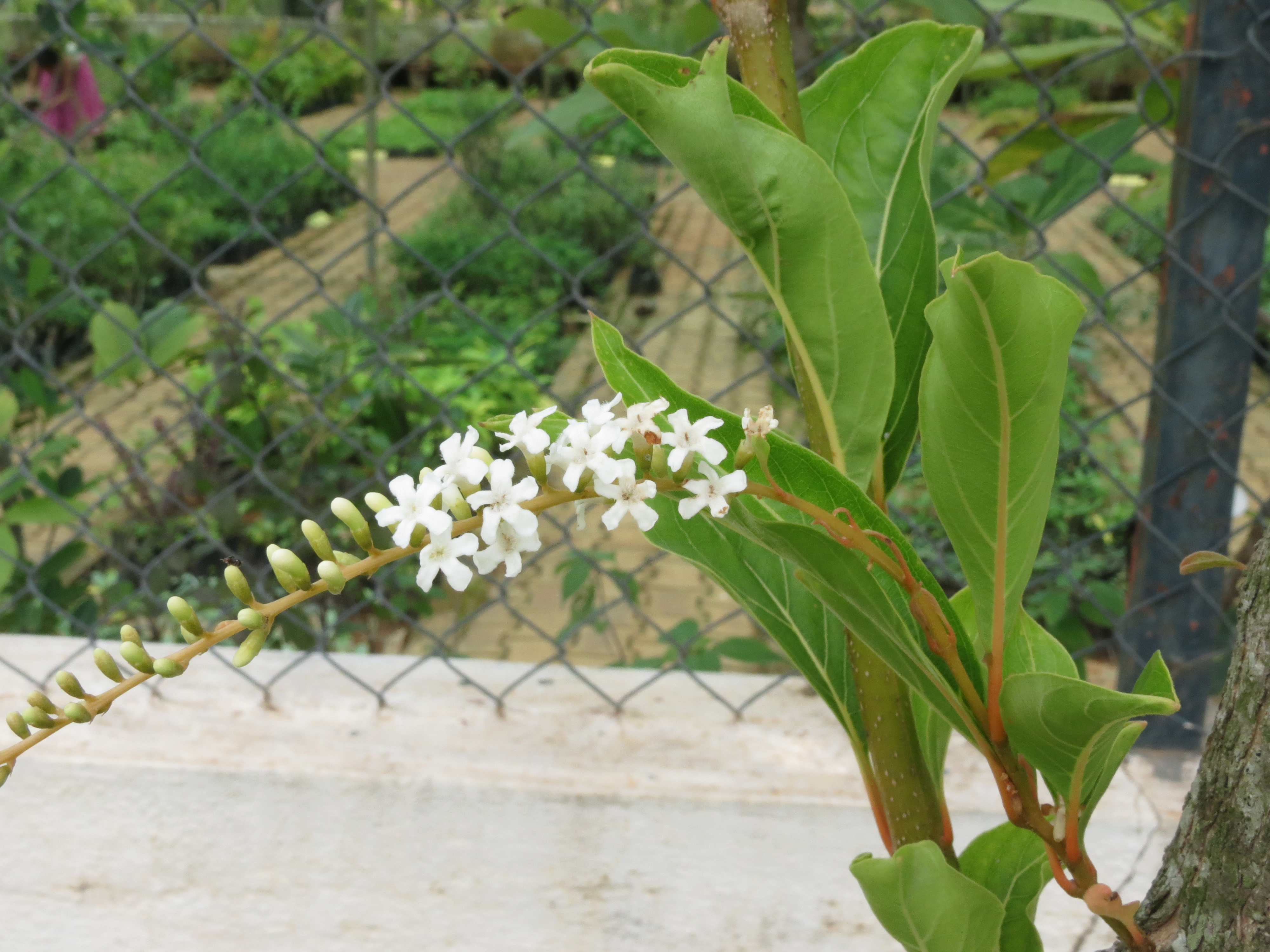
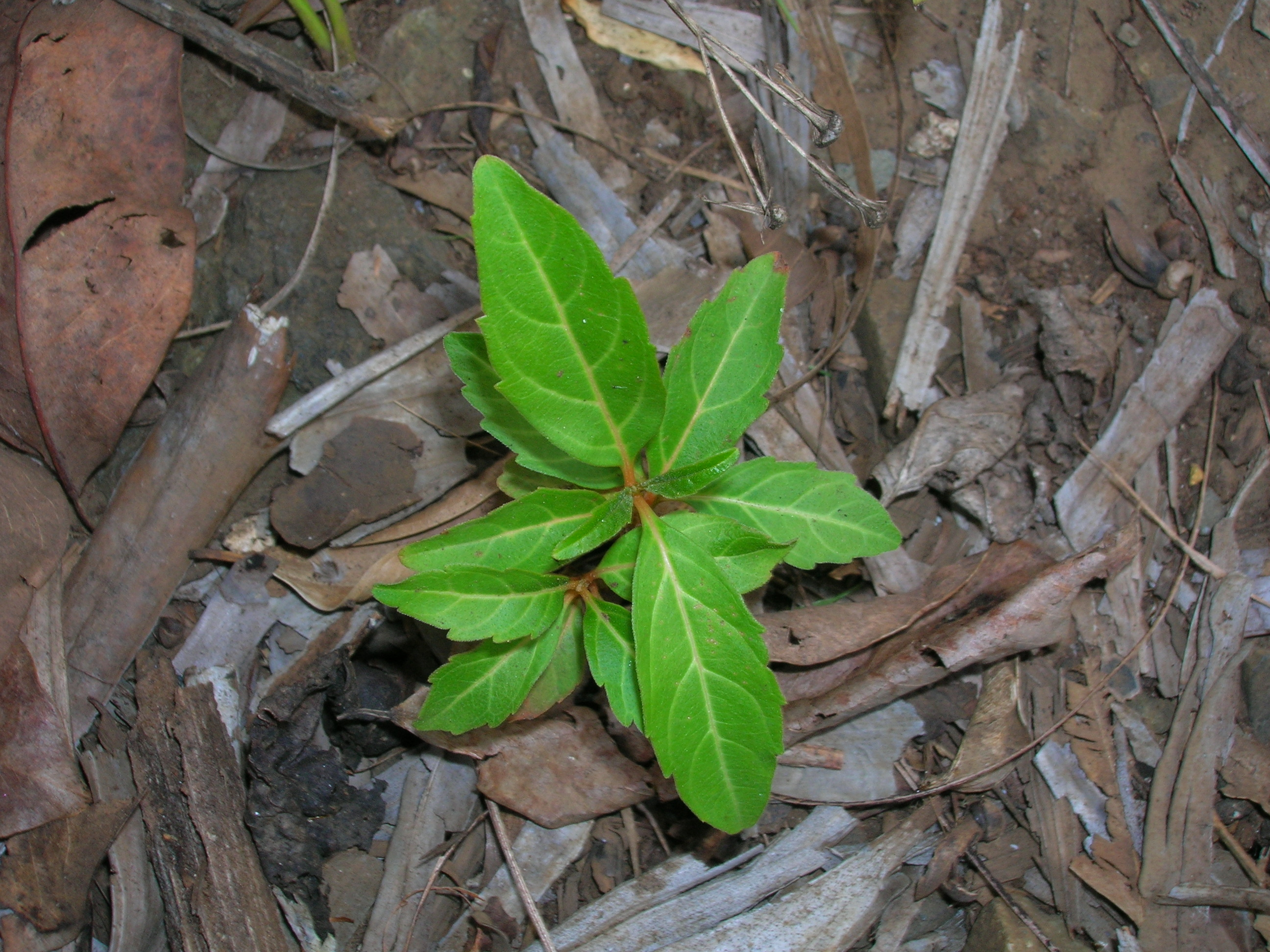
Zaailing